# عبد المنعم أبو زنط
عبد المنعم أبو زنط (28 سبتمبر 1937 – 26 يوليو 2015)، داعية إسلامي بارز من كبار علماء بلاد الشام، وعضو مجلس النوّاب الأردني عدّة مرات، وعضو المؤتمر الإسلامي الشعبي في بغداد، وأحد قياديي جماعة الإخوان المسلمين في الأردن، ومن الأعضاء المؤسّسين لحزب جبهة العمل الإسلامي الذي انبثق عن الجماعة في الأردن.
ينحدر نسبه من عائلة نابلسية تعتبر من أكبر العائلات في نابلس ولها امتداد في طولكرم.

## نشأته
نسبه هو عبد المنعم بن رأفت بن محمد بن مطيع بن عبد الرزاق بن إبراهيم أبو زنط، ولد في نابلس عام 1937، نشأ في أسرة متديّنة توقّر الدين وتكرم العلماء، تأثر في طفلوته من مشاهد الاحتلال حين احتلت فلسطين عام 1948وهو فتى صغير لا يتجاوز الحادية عشر من العمر، فعاش القضيّة الفلسطينيّة لاجئاً مكافحاً، وجنديّاً شجاعاً في خدمة الإسلام والمسلمين. واعتلى المنابر خطيبا منذ السادسة عشر من عمره وجاب مدن فلسطين وقراها محاضرا وخطبيا ومحذرا من الاحتلال الصهيوني، حتى التحق في صفوف الاخوان المسلمين شابا يافعا منذ بداية عام 1952.

## دراسته

### تعليمه الاساسي
تلقى الشيخ أبو زنط تعليمه الاساسي في مدارس نابلس وداوم على حضور حلقات الشرع الشريف في ركن الجامع الحنبلي في مدينة نابلس، تتبع أثار العلماء القادمين إلى فلسطين حتى كان يرتحل من مدينة إلى أخرى طلبا للعلم ولحضور الدروس الشرعية، حتى زار دمشق وعمره 17 عاماً والتقى العلامة مصطفى السباعي وحاول الالتحاق بجامعة دمشق إلا ان صغر سنه حال دون ذلك، فأشار عليه السباعي بأن يلتحق بالازهر الشريف.

### دراسته في الازهر ونشاطه الطلابي
في شهر أيلول عام 1956 ارتحل الشيخ أبو زنط إلى مصر وانتظم في الازهر الشريف، درس هناك العلوم الشرعية وتتلمذ على يدي كبار علماء المسلمين وقادة الاخوان المسلمين، استمر في الأزهر تسع سنوات بلورت اتجاهاته السياسية وصقلت شخصيته القيادية، ومثّل طلبة العالم الإسلامي الأزهريين في فترة دقيقة وحرجة.
تأثّر بالإمام الشهيد حسن البنا ودعوته الإصلاحيّة، والتزم أفكاره ومنهجه الدعوي، ولقي المفكّر الإسلامي الشهيد سيّد قطب، ورافق كثيراً من تلاميذه أمثال الشيخ محمد الغزالي، والشيخ أحمد حسن الباقوري، والداعية عبد المعز عبد الستار، والحاج محمد حلمي المنياوي صاحب مكتبة الكتاب العربي، والدكتور محمود حبّ الله وغيرهم من رموز الجماعة.
وخلال محنة (الإخوان المسلمين) الأولى في مصر عام 1962 اعتقل مع إخوانه، بسبب نشاطه في صفوف طلاب الأزهر، وجرى ترحيله من مصر، ثم عاد إلى مصر بوساطة كريمة من قائد معركة القدس عبد الله التل والمهندس أحمد عبده الشرباصي عضو مجلس الرئاسة ونائب رئيس الوزراء المصري.
ثم أعيد اعتقاله في عام 1965 خلال محنة الإخوان الثانية التي أعدم فيها الشهيد سيّد قطب ورفاقه، وعاش محنته، وكان لاستشهاده والتنكيل بإخوانه أثر كبير في نفسه.

### دراسته في بغداد وباكستان
بعد اعتقاله في مصر تم ابعاده عن القاهرة، وتنقّل بين بيروت ودمشق، ومكث في دمشق مدة من الزمن حاول فيها الالتحاق بجامعة دمشق إلا ان سياسة حزب البعث ونظام حافظ الاسد منعاه من ذلك حتى توجّه إلى العراق لإكمال دراسة العلوم الإسلاميّة في جامعة بغداد، ودخل العراق بعد تدخل من اللواء الركن والعلامة العراقي محمود شيت خطاب
وغادر العراق بعد تخرجه وهو يحمل أطيب الذكريات عن عراق الرشيد وشعبه المضياف، وبقي طوال عمره يعشق العراق ويدافع عن قضاياه.
ثم التحق بجامعة لاهور بباكستان ونال درجة الماجستير في الدراسات الإسلاميّة.

## عودته إلى نابلس وابعاده إلى الأردن

### تسلله إلى فلسطين
في نكسة عام 1967 عاد الشيخ أبو زنط إلى الأردن بعد استكمال دراسته، وحاول الوصول إلى مسقط رأسه في نابلس ولم يجد سبيلا لذلك حتى اضطر لدخول فلسطين المحتلة تسللا عبر نهر الأردن فقطع النهر مشيا على الاقدام واجتاز حقلا من الالغام حتى وصل إلى مشارف مدينة نابلس، فلاحقته دورية عسكرية صهيونية وكادت ان تطلق النار عليه حتى القت القبض عليه حياً وتم اعتقاله في سجن نابلس ومن ثم أُبعد إلى الأردن معصوب العينين.

### ابعاده إلى الأردن وزواجه
قامت قوات الاحتلال الصهيوني بابعاد الشيخ أبو زنط إلى الأردن، فتم وضعه على جسر الملك حسين بدون أي اوراق أو اثباتات أو مال، فانتقل إلى عمان ونزل في مقر الاخوان المسلمين في وسط البلد، حتى استضافته عائلة الكيلاني سليلة الامام عبد القادر الجيلاني فتزوج منهم ابنة قاضي السلط الشيخ عبد الله بن فهيم زيد الكيلاني.

## حياته العملية

### عمله مع ابن باز
تعاقد الشيخ أبو زنط مع العربية السعودية عام 1967 وعمل كمدرس في ثانوية الشاطيء في جدة ثم عمل كمحاضر في في الجامعة الإسلامية في المدينة المنورة برفقة العلامة عبد العزيز ابن باز، واقام الشيخ في المدينة المنورة لمدة عامين عقد خلالها المحاضرات والدروس الدينية حتى حضر إحدى دروسه الملك سلمان بن عبد العزيز آل سعود وكان وقتها أميرا لمنطقة الرياض.
وكان ممن تتلمذ على يدي الشيخ أبو زنط في هذه الفترة الشيخ أحمد هليل الذي أصبح فيما بعد قاضي القضاة وامام الحضرة الهاشمية.

### عمله في الافتاء
في عام 1969 عاد الشيخ أبو زنط للأردن وشغل منصب أول مرشد ديني للأمن العام في المملكة الأردنية الهاشمية، شغل الشيخ هذا المنصب في وقت حرج وحساس كانت تشهد فيه البلاد فتنة أهلية، فعمل على رأب الصدع وترأس العديد من اللجان الشعبية الساعية لحفظ الأمن والمحافظة على ارواح المدنيين، وعقد عدة اجتماعات مع رئيس الوزراء الأردني آنذاك وصفي التل وذلك في سبيل نزع فتيل الازمة فكان سببا بحقن الدماء في منطقة الهاشمي التي كانت تشهد اشتباكا عسكريا داميا بسبب موقعها الاستراتيجي المطل على القصور الملكية.

### عمله في الكويت وامامته في مسجد الشايجي
اثناء عمله كمفتي لقوات الأمن العام في الأردن وبسبب مواقفه السياسية تعرض الشيخ أبو زنط لضغوط شديدة اضطرته لترك عمله والسفر إلى الكويت التي عمل فيها كمدرسٍ لمدة ثماني سنوات، تولى خلالها الخطابة في مسجد الشايجي الذي كان يؤمه الالاف من المواطنين الكويتيين والوافدين العرب خصوصا الأردنيين والفلسطينيين، وخلال تلك السنوات الثمانية انشأ الشيخ أبو زنط جيلا من المتعلقين في القضية الفلسطينية وانصب جهده على نصرة القضية، حتى داوم العلامة أحمد القطان على حضور دروسه وتأثر به تأثرا عظيما.

## حياته السياسية

### نائبا في البرلمان الأردني
في عام 1981 عاد الشيخ عبد المنعم أبو زنط للأردن واستقر فيها وبرز كرمز من رموز المعارضة وقياديا في جماعة الاخوان المسلمين، تعرض لاعتقالات متلاحقة ونُفي لمدينة معان.
تمتع بشعبيّة كبيرة بين مواطنيه فحملوه في الدائرة الثانية بالعاصمة الأردنيّة إلى مجلس النوّاب ممثّلاً عنهم ثلاث مرّات منذ عام 1989 حتى عام 2007؛ فحصد أعلى الأصوات من حيث النسب عام 1989 ثم حصل على أعلى الأصوات مطلقا في برلمان عام 1993، انفرد بحجب الثقة عن حكومة مضر بدران خلافا لرأي كتلة الحركة الإسلامية، وكان من أركان الكتلة الإسلاميّة في البرلمان الأردني، وداعية تصحيح للمسار بتحقيق الأمن السياسي والأمن الاقتصادي والأمن التشريعي والأمن الأخلاقي، لا داعية فتنة وفوضى في المجتمع، ثم دخل البرلمان بشكل مستقل.

### مواقفه السياسية

#### موقفه من القضية الفلسطينية
كانت القضية الفلسطينية شغله الشاغل، عاش من اجلها وجاب دول العالم دعما للقضية الفلسطينية وفضحا لسياسات الاحتلال الصهيونية، حتى اضطر بينامين نيتنياهو عام 1996 للوصف الشيخ أبو زنط «بالإرهابي» وذلك اثناء محاضرة له في جامعة جورج واشنطن مما حدا بالسلطات الأمريكية من منع الشيخ أبو زنط من دخول اراضيها بعد ان جاب أكثر من 25 ولاية أمريكية فضح خلالها الاحتلال الصهيوني.
لم يخفِ الشيخ أبو زنط دعمه لحركات المقاومة الفلسطينية ودعا دول العالم العربي والإسلامي لدعم المقاومة ماليا وعسكريا كما حشد الشعوب الإسلامية في سبيل دعم المقاومة الإسلامية في فلسطين، وفي عام 2012 قام الشيخ أبو زنط بزيارة ميدانية لقطاع غزة دعما لجهود المقاومة.

### موقفه من العدوان على العراق
كان الشيخ أبو زنط من اشد الداعمين للشعب العراقي ضد العدوان الأمريكي على العراق، وقام بزيارات دورية سنوية على العراق وزار العديد من المدن وخطب في العديد من مساجدها الكبرى وكان عضوا في المؤتمر الشعبي لدعم العراق وشارك في أعمال المؤتمر اثناء القصف الأمريكي على مقر المؤتمر في فندق الرشيد، كما ندّد بالاحتلال الأمريكي للعراق سنة 1424/2003 والعدوان على أرضه وشعبه وذهب إلى بغداد في زيارة تضامنية قبيل العدوان بايام، وبشّر بهزيمة المحتلّين الطامعين بامتلاك مفاتيح المشرق وأوروبا والشام التي يملكها العراق، وقال: «إنّ الفتوحات الإسلاميّة بدأت بالعراق، وأنّ التتار أرادوا أن يقتفوا خطّ الفتح الإسلامي، ولكن بإخراج الناس من النور إلى الظلمات فهزمهم الله»

#### تبادل الاسرى بين العراق وإيران
بعيد الحرب العراقية الإيرانية، قام الشيخ أبو زنط بزيارة إلى بغداد واصطحب معه ثلة من العلماء المسلمين من الأردن والسودان وغيرها من الدول، وشكل وفدا لمقابلة الطرف الإيراني في محاولة لرأب الصدع بين العراق وإيران، ومن بغداد اتجه إلى طهران مباشرة، وقابل كبار الأئمة والمسؤلين الإيرانيين وتم التوصل إلى اتفاق ضخم لتبادل الاسرى بين الطرفين وتم تنفيذه على اكمل وجه.

### موقفه من أحداث حماة
في أحداث حماة بسوريا عام 1982م، أعلن الشيخ أبو زنط دعمه للمتمردين الإسلاميين، وخطب في عمان العاصمة الأردنية دعما لهم وانتقد بشدة نظام حافظ الاسد فتم اعتقاله لمدة عام في سجون المخابرات الأردنية.

### موقفه من السياسة الأردنية

#### موقفه من السلام مع «إسرائيل» ومحاولة اغتياله
أعلن الشيخ أبو زنط رفضه القاطع لمعاهدة السلام «الأردنية - الإسرائيلية» ووصفها بانها معاهدة «الذل والعار» وفي الجمعة التالية لابرام المعاهدة دوى الشيخ أبو زنط من على منبر مسجد ابي هريرة في العاصمة عمان: «أن من يؤجر الأرض كمن يؤجر العرض» فتعرض على اثر ذلك لمحاولة اغتيال كادت ان تودي بحياته [بحاجة لمصدر].

#### موقفه من الحراك الأردني
بهذا الخصوص فقد أصدر الشيخ عبد المنعم أبو زنط فتوى تتعلق بالحكم الشرعي عن المظاهرات والمسيرات في الأردن حيث قال في فتواه: «إن الشعب من حقه الشرعي والوطني وتنفيسا عن آلامه وطمعا في اماله أن ينزل إلى الشارع مطالبا بحقوقه المشروعة، وذلك من باب الامر بالمعروف والنهي عن المنكر وأحذر إخواني الاحبة من أولئك الشرذمة المفسدة بالارض والمندسين الذي يندسون بين شباب الإصلاح فيسفكوا الدماء ويفتعلوا الحرائق بهدف تشويه سلمية المطالب المشروعة للشعب الابي، فأولئك المفسدين هم العدو فاحذروهم قاتلهم الله انى يؤفكون... لذلك المنقذ الاوحد للشعب والوطن والحكومة ان يلتزموا بالإسلام ورحمة الخليفة عمر رضي الله عنه... حمى الله الأردن وشعب الأردن وامن الأردن من كل سوء ومن كل فاسد جحود ومن كل ظالم حقود»

### موقفه من الثورة المصرية
وقف الشيخ أبو زنط إلى جانب الشعب المصري في ثورته ضد نظامي مبارك والسيسي واعتبر نظام السيسي نظاما انقلابيا، كما رد الشيخ عبد المنعم أبو زنط على فتوى شيخ الازهر بقتل المتظاهرين المصريين مذكرا اياه بمواقف العلماء المجاهدين ضد حكام الظلم.

## عمله الاجتماعي
عمل الشيخ أبو زنط بالعمل الخيري العام من خلال جمعيّة المركز الإسلامي الخيريّة، وساهم في مؤسّساتها التعليميّة والصحيّة.
وتولّى الخطابة في مسجد أبي هريرة بحي نزال فترة طويلة، ومسجد الإمام حسن البنا بجوار المستشفى الإسلامي، والتدريس في مساجد عمّان، فكان خطيباً مفوّها جريئاً في الحق، متمسّكاً بالكتاب والسنّة، داعية حب وإصلاح بين الناس، وكان كثير العطف على الفقراء، شديد الاهتمام بفقراء المسلمين وأيتامهم وأراملهم.
وكانت له مواقف جريئة في القضايا السياسيّة والاجتماعيّة يعرفا القاصي والداني، وعمل في العطف على أيتام المسلمين، ورعاية الأرامل والمرضى الفقراء.
عبّر بصدق وأمانة عن ضمائر اللاجئين الفلسطينيين في الشتات، وتحت عن جرائم الاحتلال، وكان لسان حق، وقلم صدق.

## اثره العلمي
كان الشيخ أبو زنط خطيباً مفوّهاً من الطراز الأوّل، يجذب قلوب المستمعين بفصاحة لسانه، وجمال منطقه، وعذب كلماته، ويشدّهم إليه دون كلل أو ملل، بسبب مصداقيّة وإخلاصه لقضيّته وجرأته في الحق، وقدرته على استدعاء الشواهد الدينيّة والأدبيّة والتاريخيّة في كل مناسبة، واستخدامه الحكم والأمثال في خطابه الديني والسياسي.
- له أكثر من 1000 محاضرة وخطبة تحتاج إلى تفريغ في كتب.
- له سلسلة (تأمّلات في سورة الأنفال) تضم 29 محاضرة.
- له سلسلة (التميّز الإسلامي فكراً وعقيدة ومنهاج حياة) وهو عبارة عن 33 محاضرة
- له سلسلة (تأمّلات في القرآن الكريم) بدأها بستين ضماناً إلهيّاً بزوال إسرائيل (الضمانات الإلهيّة بزوال إسرائيل المزعومة).
- له مئات المقالات والمقابلات المنشورة في الصحف المحليّة، والمجلاّت الإسلاميّة تدل على سعة اطلاعه وبعد نظره.
- له 500 حلقة في تفسير القرآن الكريم تم انتاجها وبثها بواسطة التلفزيون العراقي.

## وفاته
توفي في السادس والعشرين من شهر تموز لعام 2015 عن عمر ناهز السابعة والسبعين عاماً قضاها في ميدان الدعوة.